# Tramlijn 14 (Rotterdam)
De Rotterdamse tramlijn 14 was een tramlijn tussen het centrum van Rotterdam en Hillegersberg.

## Geschiedenis
De exploitatie van tramlijn 14 werd door de RETM in 1919 overgenomen van de maatschappij die tot dan toe een paardentramlijn naar Hillegersberg onderhield. In juni 1923 was de elektrificatie van het traject voltooid.
Het traject was toen Dorpsstraat – Straatweg – Bergweg – Noordsingel – Noordplein – Hofdijk – Station Delftsche Poort (DP). In de jaren dertig kwam het Molenlaankwartier tot ontwikkeling en werd tramlijn 14 verlengd naar de Molenlaan. Het andere eindpunt – bij station DP – werd medio jaren dertig verlegd naar het Willemsplein (via Mauritsweg – Scheepstimmermanslaan – Westplein en Westerstraat).
In 1941 werd Hillegersberg door Rotterdam geannexeerd. Na het einde van de Tweede Wereldoorlog in mei 1945 werd tramlijn 14 gereactiveerd, nu op het traject Molenlaan – Heemraadsplein. De route was Molenlaan – Burgemeester Van Kempensingel – Burgemeester Le Fèvre de Montignylaan – Bergse Dorpsstraat – Straatweg – Station Noord – Bergweg – Noordsingel – Noordplein – Hofdijk – Katshoek – Goudsesingel – Pompenburg – Hofplein – Weena – Stationsplein – Kruisplein – Mauritsweg – Eendrachtsplein – Nieuwe Binnenweg – Heemraadsplein (terug via Heemraadsstraat en Korenaarstraat).
In de tweede helft van de jaren vijftig en in de jaren zestig werden in de spitsuren versterkingsritten uitgevoerd van het Centraal Station naar de Molenlaan, de zogeheten Nieuwenhuistrams. Tot de instelling van bus 37 in januari 1971 kende lijn 14 (vanaf 1967: 4) in verband met het ontbreken van een directe verbinding met Ommoord vanaf het centraal station veel vervoer naar de Molenlaan waar bus 46, sinds 1967 35, de passagiers overnam voor vervoer naar Ommoord. Bij het eindpunt aan de Molenlaan was een ter hoogte van de halte Montignyplein bediend licht aangebracht dat de komst van de tram aankondigde opdat bus 46 (35) daarmee rekening kon houden.

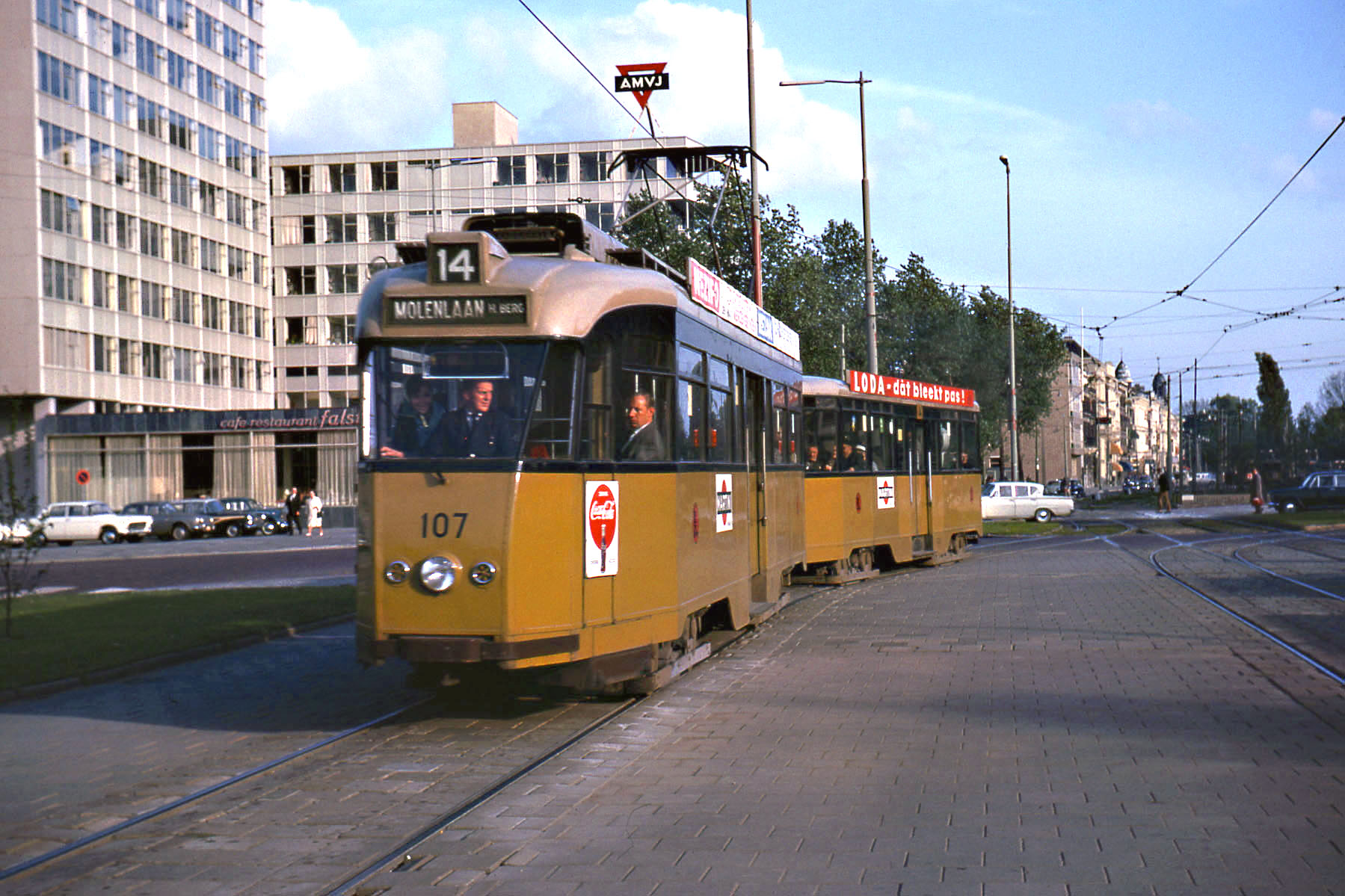
Lijn 14 op het Kruisplein (1965)

Op 4 november 1967, bij de totale reorganisatie van het openbaar vervoer voor de indienststelling van de metro in februari 1968, kreeg tramlijn 14 het lijnnummer 4. Dat nummer was beschikbaar gekomen doordat de "witte" lijn 4 (= zwart cijfer op witte achtergrond), route Broersvest (Schiedam) – Marconiplein – Mathenesserweg – Midellandstraten – Weena – Mariniersweg – Nieuwe Binnenweg – Schiedamseweg – Marconiplein – Broersvest (Schiedam) en de "zwarte" lijn 4 (= wit cijfer op zwarte achtergrond), route Broersvest (Schiedam) – Marconiplein – Schiedamseweg – Nieuwe Binnenweg – Mariniersweg – Weena – Middellandstraten – Mathenesserweg – Marconiplein – Broersvest (Schiedam), op 2 september 1967 min of meer vervangen waren door de lijnen 8 en 1.
Vanaf de introductie van het Allanmaterieel in 1949 reed lijn 14 daarmee, behalve later in de avonduren wanneer de tramstellen werden vervangen door vrijgekomen vierassige motorwagens afkomstig van lijn 10 waarmee men een conducteur kon uitsparen. Op zondag kon dit echter niet omdat lijn 14 dan een groot vervoer (Lommerrijk, Plaswijkpark) kende. In 1965 kwamen de dubbelgelede Düwagtrams van de serie 351-386 beschikbaar. De versterkingsritten werden nog wel met de vierassers van de serie 401-570 gereden.

### Terugkeer
Na brand in oktober 1998 in het Metrostation Delfshaven was de metrotunnel tussen de stations Coolhaven en Marconiplein onbruikbaar. Gedurende drie dagen – 8, 9 en 10 oktober – reden op de route van lijn 4 tussen Rotterdam CS en het Marconiplein extra trams onder het lijnnummer 14.
Op 24 maart 2016 speelde Feyenoord een oefenwedstrijd tegen Sparta Rotterdam. Omdat diezelfde dag Johan Cruijff overleed, werd tramlijn 12 eenmalig vernummerd in tramlijn 14 (het vaste rugnummer van Cruijff).